# Список фільмів про війну
Це є список фільмів про війну, або фільмів, що зображають аспекти історичних воєн.

## Античність
- Король Артур (2004)
- Олександр (2004)
- 300 спартанців (1962)
- 300 спартанців (2007)
- Олександр Великий (1956)
- Гелена Троянська (1956)
- Гелена Троянська (2003)
- Троя (2004)
- Битва біля Червоної скелі (2008)
- Три царства: Воскресіння дракона (2008)
- Олександр
- Битва біля Червоної скелі
- Облога Сіракуз
- Даки
- Клеопатра
- Гладіатор
- Спартак
- Ганнібал (1959)
- Ганнібал (2009)
- Карфаген у вогні
- Сципіон Африканський
- Троя

## Середньовіччя
- Олександр Невський
- Боротьба за Рим
- Вікінги
- Зірки Егера
- Хрестоносці
- Ран
- Сім самураїв
- Тінь воїна
- Хоробре серце
- Царство небесне
- Арн: Лицар-тамплієр
- Ель Сід (1961)

### Сторічна війна(1337—1453)
- Генрі V (1944)
- Генрі V (1989)
- Жанна д'Арк (1948)
- Жанна д'Арк (телесеріал, 1999)
- Жанна д'Арк (1999)
- Пристрасті Жани д'Арк (1928)

## Новий час
- 1612:Хроніки смутного часу
- Адмірал Нахімов
- Адмірал Ушаков
- Баязет
- Банг Раджан (Воїни джунглів)
- Богдан Хмельницький
- Боги і генерали
- Ватерлоо
- Веллі-Фордж
- Війна і мир
- Генерал
- Герої Шипки
- Геттісберг
- Гусарська балада
- Дуелянти
- Зулуси
- Кольберг
- Кораблі штурмують бастіони
- Червоні дзвони (дилогія: «Мексика у вогні» та «Я бачив народження нового світу»)
- Кутузов
- Мінін і Пожарський
- Оборона Севастополя
- Вогнем і мечем
- Пан Тадеуш
- Пан Володийовський
- Патріот
- Петро Перший
- Плоть і кров
- Потоп
- Шлях до Софії
- Світанок зулусів
- Революція
- Слава
- Суворов
- Турецький гамбіт
- Віднесені вітром
- Форт Саган
- Чотири пера
- Шуани

### Перша світова війна
- Аня з Зелених мезоніном. Продовження
- Аси в небі
- Аустерія
- Бестія
- Великий парад
- Велика ілюзія
- Бойовий кінь
- Британіка
- У коханні і на війні
- Повернення солдата
- Галліполі
- Рік 1914
- Блакитний Макс
- Дезертири Імператорської Армії
- Джонні взяв рушницю
- Додек на фронті
- Тривалі заручини
- Західний фронт 1918
- Капітан Конан
- Червоний Барон
- Крила
- Лоуренс Аравійський
- Мій хлопчик Джек
- Моонзунд
- Мученики пам'ятників
- На західному фронті без змін (1930)
- На західному фронті без змін (1979)
- На плече!
- Зворотний бік медалі
- Окраїна
- Пашендейль
- Зниклий батальйон
- Прощавай, зброє
- Солдат перемоги
- Щасливого Різдва
- Траншея
- Три жінки (1971)
- Стежки слави
- Загибель імперій (1971)
- Флоріан
- Форт 13
- Чотири вершники Апокаліпсису
- Ескадрилья «Лафайет»
- Polonia Restituta (1981)

### Індіанські війни
- Народження Нації (1915)
- Вони померли разом з чобітьми (1942)
- Форт Апач (1948)
- Вона носила жовту стрічку (1949)
- Майор Данді (1965)
- Солдат у блакитному (1970)
- Той, що танцює з вовками (1990)
- Джеронімо: американська легенда (1993)
- Спіріт: жеребець Сімаррону (2002)
- Ідальго (2004)

## Новітній час
- Майкл Коллінз
- Вітер, що колише верес
- По кому дзвонить дзвін
- Дух вулика
- Земля і свобода
- Іспанський варіант
- Червоне і чорне (1942)
- Гей, Кармела
- Мова метеликів

### Українська революціятагромадянська війна (1917-1921 рр.) у Росії
- Ад'ютант його високоповажності
- Олександр Пархоменко
- Армія «Трясогузки»
- Армія «Трясогузки» знову в бою
- Арсенал
- Біг
- Бумбараш
- У вогні броду немає
- Волочаєвські дні
- Вовча кров
- Вершники
- Гадюка
- Гори, гори, моя зоре
- Даурія
- Дні Турбіних
- Дума про козака Голоту
- Лоша
- Жорстокість
- Життя і безсмертя Сергія Лазо
- Золотий ешелон
- Українська революція
- І на Тихому океані …
- Інтервенція
- Як гартувалася сталь (1942)
- Як гартувалася сталь (1975)
- Комісар
- Кінь білий
- Котовський
- Кочівний фронт
- Невловимі месники
- Мічман Панін
- Ми з Кронштадта
- На червоному фронті
- Начальник Чукотки
- Невловимі месники
- Нові пригоди невловимих
- Оборона Царицина
- Олеко Дундич
- Оптимістична трагедія
- Павло Корчагін
- Пакет
- Пароль не потрібен
- Перша кінна
- Подруги
- Р. В. С.
- Свій серед чужих, чужий серед своїх
- Сергій Лазо
- Серце Бонівура
- Служили два товариші
- Сорок перший
- Співробітник ЧК
- Тихий Дон
- Хліб, золото, наган
- Ходіння по муках (1957—1959)
- Ходіння по муках (1977)
- Чапаєв
- Людина з рушницею
- Шостий
- Школа мужності
- Щорс
- Адмірал
- Панове офіцери: Врятувати імператора

### Друга світова (1939—1945) війна
- 10 років і 20 днів
- 11 листопада
- 111 днів летаргії
- 30 секунд над Токіо
- 36 годин
- 49-я паралель
- 1941
- 2000 жінок
- Агент № 1
- Акція під Арсеналом
- Альберт
- Альфа Тау!
- Анатахан
- Аппель
- Батаан
- Втеча до перемоги
- Біла ескадрилья
- Безславні виродки (1977)
- Бірманська арфа
- Битва за Анціо
- Битва на Неретві
- Битва за Окінаву
- Тісні вороги
- Болдін
- Велика дорога
- Велика прогулянка
- Брати і товариші
- Бригада самогубців
- Брудна дюжина
- Бункер
- Буря
- Бути чи не бути
- Вибір капітана Кореллі
- Виверт-22
- Війна Мерфі
- Війна Харта
- Відроджений Адам
- Відтепер і на віки віків
- Вогні на рівнині
- Ворог внизу (Під нами ворог)
- Врятувати рядового Райана
- Гармати острова Наварон
- Гаряча осінь 1941 року
- Герої Келлі
- Герої Телемарка
- Гіарабуб
- Далеко на Заході
- Де генерал …
- Дезертир
- День Вісли
- Діти Хіросіми
- Джон Рабе
- Джузеппе у Варшаві
- Дні слави
- До берегів Триполі
- Дон Габріель
- Дуже важлива персона
- Дюнкерк (1958)
- Дюнкерк (2017)
- Еймі і Ягуар
- Ескадрилья «Лютца»
- Єдина дорога
- Жінки-агенти
- Життя триває
- За вами підуть інші
- Заборонені ігри
- За тих, кого ми любимо
- Замах
- Зозуля в темному лісі
- Золото дезертирів
- Зяюча синява
- Йти тихо, йти глибоко
- Історія одного винищувача
- Їх було четверо
- Кам'яне небо
- Канал
- Катастрофа в Гібралтарі
- Кати теж вмирають
- Катинь
- Кінець нашого світу
- Кокода
- Колискова
- Контрибуція
- Корвет К-225
- Крилата перемога
- Кульки
- Листи з Іводзіми
- Лікар із Сталінграда
- Лілі Марлен
- Людина, якої не було
- Місяць зайшов
- Малена
- Мемфіська красуня
- Минулий час
- Мідуей
- Місія в Москву
- Міст (Die Brücke)
- Міст через річку Квай
- Містер Піткін у тилу ворога
- Могила світлячків
- Молоді леви
- Молох
- Морські вовки
- На своїй землі
- Надія і слава
- Найдовший день
- Небезпечні ігри
- Невідомий
- Нелегали
- Нескорений місто
- Нічний відбій
- Ніч генералів
- Одеса у вогні
- Одетта
- Омар Мухтар (Лев пустелі)
- Орел («Ожеліте»)
- Орел приземлився
- Останній етап
- Палац
- Папуга, який говорив на ідиш
- Пасажирка
- Паттон
- Перший день свободи
- Перед ним тремтів весь Рим
- Перл-Гарбор
- Піаніст
- Південь Тихого океану
- Північна зірка
- Під прапором висхідного сонця
- Пілот номер п'ять
- Піски Іводзіми
- Пісня життя
- Повернення на Батаан
- Повернення пілота
- Попіл і діамант
- Поїзд (1964)
- Потопити «Бісмарк»!
- Прапори наших батьків
- Пригоди каноніра Доласа
- Проти вітру
- П'ять жінок на тлі моря
- Підводний човен
- Пурпурне серце
- Раса панів
- Рим, відкрите місто
- Руйнівники дамб
- Рятувальна шлюпка
- Самсон
- Сахара
- Свідоцтво про народження
- Слухайте на тій стороні
- Смертний вирок
- Скарб (1981)
- Список Шиндлера
- Ставка більша за життя
- Сталеві серця
- Схильність
- Сьогодні вночі загине місто
- Темна ріка
- Тихоокеанський орел / Операція Камікадзе
- Тиша моря
- Ті, що говорять з вітром (фільм)
- Тонка червона лінія
- Тора! Тора! Тора!
- Три російські дівчини
- У горах Югославії
- Увага! Бандити!
- Фальшивомонетники
- Френсіс
- Фріда
- Хлопчик у смугастій піжамі
- Хочу бути черепашкою (1957 / 2007 (ТБ) / 2008
- Чай з Муссоліні
- Червоні маки на стіні
- Червоний берет
- Червоний гаолян
- Чи горить Париж?
- Чотири дні Неаполя
- Чотири танкісти і пес
- Чорна книга
- Чорний намет
- Диво святої Анни
- Шарлотта Грей
- Шлюпки на воду
- Шлях до зірок / Джонні в небесах
- Stalag 17
- Штуки
- Щури Тобрука
- U-571
- Я обслуговував англійського короля
- Янки

### Радянсько-німецька (1941—1945) війна
- 1941
- А зорі тут тихі
- Акція
- Алька
- Альпійська балада
- Ангели смерті
- Антоша Рибкін
- Ати-бати, йшли солдати...
- Балада про солдата
- Балтійське небо
- Батальйони просять вогню
- Батьківщина або смерть
- Батько солдата
- Безвісти зниклий
- Без права на провал
- Беремо все на себе
- Безсмертний гарнізон
- Битва за Москву
- Блокада
- Бій після перемоги
- Братушка
- Брестська фортеця
- Букет фіалок
- Був місяць травень
- Варіант «Омега»
- Великий перелом
- Вершники
- Весна на Одері
- Взяти живим
- Визволення
- Викликаємо вогонь на себе
- Вир
- Відплата
- Вірність
- Вона захищає Батьківщину
- Вони билися за Батьківщину
- Ворог біля воріт
- Вороги
- Вулиця молодшого сина
- Гарячий сніг
- Годинник зупинився опівночі
- Гу-га
- Дачна поїздка сержанта Цибулі
- Два бійці
- Два роки над прірвою
- Двадцять днів без війни
- Двічі народжений
- Двоє і війна
- Де 042?
- Дівчинка шукає батька
- Диверсант
- Дожити до світанку
- Доктор Віра
- Довгі версти війни
- Довше століття
- Доля людини
- Дорога моя людина
- Дорога на Рюбецаль
- Дороги назад немає
- Друзі та роки
- Дума про Ковпака
- Експеримент доктора Абста
- Жайворонок
- Жага
- Женя, Женечка і «Катюша»
- Живі і мертві
- За два кроки від «Раю»
- За законами воєнного часу
- За тих, хто в море
- Загін
- Загін особливого призначення
- Загін Трубачова б'ється
- Залізний хрест
- Застава Жиліна
- Звичайний фашизм
- Зигмунд Колосовський
- Зимородок
- Зірка (1949)
- Зірка (2002)
- Зниклі
- Зозуля
- Золото
- Зося
- Зоя
- Зустріч на Ельбі
- Іванове дитинство
- Іди і дивись
- Іжорський батальйон
- Йшов четвертий рік війни...
- Катя
- Клятва
- Командир щасливої "Щуки"
- Конвой PQ-17
- Кінець «Сатурна»
- Корпус генерала Шубнікова
- Костянтин Заслонов
- Курсанти
- Летять журавлі
- Людина війни
- Мати Марія
- Місто під липами
- Міцний горішок
- Молода гвардія
- На безіменній висоті
- На війні як на війні
- На все життя
- На шляху в Берлін
- Наказано знищити. Операція «Китайська шкатулка»
- Наше серце
- Нашестя
- Небесний тихохід
- Ні невідомих солдатів
- Неспокійне господарство
- Ніч перед світанком
- О шостій годині вечора після війни
- Олександр Маленький
- Останні залпи
- Останній бронепоїзд
- Очікування полковника Шалигіна
- Офіцери
- Падіння Берліна
- Перемога
- Перший після Бога
- Перевірено — мін немає
- Перевірка на дорогах
- Перед світанком
- Під кам'яним небом
- Під зливою куль
- Підірване Пекло
- Підпільний обком діє
- По етапу
- Полум'я
- Полювання на Вервольфа
- Повість про справжню людину
- Повітряний візник
- Подвиг Одеси
- Подвиг розвідника
- Поїзд у далекий серпня
- Поїзд милосердя
- Поки фронт в обороні
- Порох
- Потрійна перевірка
- Потрійний стрибок «Пантери»
- Привіт з фронту
- Призначаєшся онукою
- Про повернення забути
- Про тих, кого пам'ятаю і люблю
- Проліски й едельвейси
- Протистояння. Брат проти брата
- Прощай
- П'ядь землі
- П'ятеро з неба
- П'ятнадцята весна
- П'ять днів, п'ять ночей
- Райдуга
- Розвідники
- Ріоріта
- Руїни стріляють…
- Рядовий Олександр Матросов
- Свої
- Сімнадцять миттєвостей весни
- Сильні духом
- Син полку
- Син полку
- Слідую своїм курсом
- Смерті немає, хлопці!
- Сміливі люди
- Снайпер. Зброя відплати
- Снайпери
- Соколово
- Солдати
- Солдати свободи
- Сорокоп'ятка
- Сталінградська битва
- Стомлені сонцем 2: Предстояння
- Стомлені сонцем 2: Цитадель
- Сходження
- Таємна прогулянка
- Тактика бігу на довгу дистанцію
- Танкова бригада
- Тегеран-43
- Тиша
- Торпедоносці
- Травневі зорі
- Третій удар
- Третього не дано
- Третя ракета
- Три доби після безсмертя
- У бій ідуть лише «старі»
- У бік від війни
- У небі «нічні відьми»
- У серпні 44-го…
- У твоїх руках життя
- Фортеця
- Фронт
- Фронт без флангів
- Фронт за лінією фронту
- Хроніка пікіруючого бомбардувальника
- Це було в Донбасі
- Чаклун і Румба
- Час обрав нас
- Час збирати каміння
- Чекайте зв'язкового
- Чекаю і сподіваюся
- Четверта висота
- Чисте небо
- Шлях в «Сатурн»
- Штрафбат
- Щит і меч
- Я — російський солдат
- Я зробив усе, що міг

### УПА
- Білий птах з чорною ознакою
- Високий перевал
- Залізна сотня
- Нескорений
- Собор на крові
- Тривожний місяць вересень

### Війни другої половини XX— початку XXI століть
- 5 днів серпня
- 9-а рота
- 12 Сильних
- 38 паралель
- Американський снайпер
- Апокаліпсис сьогодні
- Афганський злам
- Без цензури
- Брати
- Бет-21
- Взвод
- Військові втрати
- Війна
- Геррерос
- Голоси невинних
- Грозові ворота
- Дикі гуси
- Ласкаво просимо в Сараєво
- Долина вовків
- Будинок хоробрості
- Вихід
- Йоссі і Джаггер
- Канагуаро
- Кіборги
- Лінія контролю
- Мости Токо-Рі
- Ми були солдатами
- Нейтральні води
- Нічия земля
- Номер 55
- Олімпіус інферно
- Мисливець на оленів
- Падіння «Чорного яструба»
- Повелитель бурі
- Під вогнем
- Прорив
- Сльози сонця
- Спаситель
- Тихий американець
- Тонна удачі
- Три короля
- Хоробрість під вогнем
- Суцільнометалева оболонка
- Чистилище
- Морпіхи

|  | Службовий список статей, створений для координації робіт з розвитку теми. Це попередження не встановлюється на інформаційні списки і глосарії. |